# Abraham-Gleichung
Die Abraham-Gleichung ist eine Spezialform der Linearen Solvatations-Energie-Beziehungen (LSER). In diesen wurden ursprünglich solvatochromatische Parameter angewandt, um die Abhängigkeit der UV/Vis-Absorptionsbanden einer Substanz von der Polarität des Lösungsmittels zu beschreiben. Ein weiteres Beispiel von LSERs ist die Hammet-Relation, die den quantitativen Zusammenhang zwischen Struktur chemischer Reaktanten und deren Reaktivität charakterisiert.
Michael Abraham entwickelte eine Form der LSER, die Lösungseigenschaften P von Substanzen, wie Wasserlöslichkeit und Verteilungen zwischen zwei Phasen (z. B. Oktanol-Wasser-Verteilungskoeffizient), mit systemspezifischen Parametern (auch Phasenparameter, bezeichnet als e, s, a, b, v und Regressionskonstante c) und Moleküleigenschaften (Deskriptoren; E, S, A, B, V) verknüpft. Die Moleküleigenschaften beschreiben intermolekulare Wechselwirkungen neutraler Moleküle wie Van-der-Waals-Wechselwirkungen und Wasserstoffbrückenbindungen. Die elektrostatischen Wechselwirkungen werden nicht berücksichtigt.
Mittels multilinearer Regressionen können aus einem ausreichend großen Trainingssatz von experimentell bestimmten Lösungseigenschaften die Systemparameter für eine Abraham-Gleichung berechnet werden. So wird eine Vorhersagegleichung gewonnen, mit der für Chemikalien mit bekannten Moleküldeskriptoren die Lösungsparameter theoretisch abgeschätzt werden können.

## Die Gleichung
Zur Gewinnung einer Abraham-Gleichung ist ein Satz von Chemikalien notwendig, deren Lösungseigenschaft (z. B. der Octanol/Wasser-Verteilungskoeffizient log Kow) und Moleküldeskriptoren bekannt sind. Die Moleküldeskriptoren können aus entsprechenden Datenbanken gewonnen werden, quantenchemisch berechnet oder teilweise experimentell bestimmt werden. Aus dem sogenannten Trainingssatz werden mit multilinearer Regression die Systemparameter bestimmt und es ergibt sich die Abraham-Gleichung in der allgemeinen Form:
{\displaystyle \log P=eE+sS+aA+bB+vV+c}
Die Systemparameter sind völlig unabhängig von den betrachteten Chemikalien und beschreiben das System. Die Moleküldeskriptoren sind wie folgt definiert:
E = Exzess-Molrefraktion (engl. excess molar refraction). Sie ist der gegenüber einem hypothetischen reinen Alkan gleicher Größe zusätzliche molare Brechungsindex bei 20 °C. E ist demnach für Alkane sowie für verzweigte aliphatische Alkane und Edelgase gleich Null. Die zugehörige Substrat-Lösungsmittel-Wechselwirkung ist durch n- und Pi-Elektronen vermittelt. E beruht auf der Stärke induzierter Dipole und entspricht damit der Dispersionswechselwirkung (London-Wechselwirkung) als einem Teil der Van-der-Waals-Wechselwirkung.
S = effektive (Di-)Polarität und Polarisierbarkeit. Sie wurde ursprünglich von Kamlet (1977) eingeführt als kombinierter Deskriptor, der die durch ein Lösungsmittel induzierte Frequenzverschiebung charakterisiert. S beruht auf Substrat-Lösungsmittel-Dipol-Dipol- oder Dipol-induzierter Dipol-Wechselwirkungen und entspricht damit den Debye- und Keesom-Beiträge zur Van-der-Waals-Wechselwirkung. Die Bestimmung erfolgt aus quantenchemischen Berechnungen, wie von Arey 2005 beschrieben oder experimentell durch Gas-Flüssig-Chromatographie an polaren stationären Phasen.
A = Acidität, effektive Gesamtstärke aller Wasserstoffbrücken (H)-Donoren im Molekül. Die Acidität A nimmt den Wert Null an bei Stoffen, denen jegliche H-Donorkapazität fehlt (z. B. Alkane). Monofunktionellen Stoffen mit sehr hoher H-Donorstärke wird der Wert A = 1 zugeordnet (z. B. Pentachlorphenol).
B = Basizität, effektive Gesamtstärke aller Wasserstoffbrücken (H)-Akzeptoren im Molekül. Die Basizität B nimmt den Wert Null an bei Stoffen, denen jegliche H-Donorkapazität fehlt (z. B. Alkane).
Sowohl A als auch B können experimentell via HPLC bestimmt werden oder durch theoretische Verfahren (z. B. 3D-Supermolekülansatz)
V = Charakteristisches McGowan-Volumen (Einheit: m³/100 mol). Dieses wird bestimmt aus einem einfachen Fragment-Modell oder aus gruppenadditiven Methoden. Ursprünglich wurde V für Flüssig-Flüssig-Systeme eingeführt und für Gas-Flüssig-Systeme durch den logarithmischen Hexadecan-Luft-Verteilungskoeffizienten bei 20 °C L (Einheit m³/m³) ersetzt.